# Rafael de la Barra Tagle
Dom Rafael de la Barra Tagle, S.V.D. (Santiago, 29 de outubro de 1930) é um prelado católico chileno. É membro da Sociedade do Verbo Divino e prelado emérito da Prelazia Territorial de Illapel, da província eclesiástica de La Serena.

## Biografia
Nasceu em Santiago, Chile, e fez sua educação básica e média no Liceu Alemão do Verbo Divino na capital chilena. Ingressou como noviço na Sociedade do Verbo Divino em 1946 e realizou seus estudos de Filosofia e Teologia em Villa Calzada, Buenos Aires, Argentina.
Exerceu seu apostolado como sacerdote e mestre dos colégios da congregação em Osorno, Puerto Varas, Los Ángeles e Santiago. Ocupou o cargo de reitor do Liceu Alemão e da Escola Industrial El Pinar em Santiago.
Além disso, foi eleito superior provincial da congregação em 1983 até 1987. Enquanto reitor do Liceu Alemão de Los Ángeles, foi surpreendido com a notícia de sua nomeação como bispo da Prelazia Territorial de Illapel em 17 de junho de 1989, da parte do Papa João Paulo II. Recebeu a sagração episcopal das mãos de Dom Juan Francisco Fresno Larraín, cardeal-arcebispo de Santiago, tendo como co-consagrantes Dom Giulio Einaudi, núncio apostólico, e Dom Manuel José Bernardino Piñera Carvallo, arcebispo de La Serena, arquidiocese da qual Illapel é sufragânea.
Desempenhou seu serviço episcopal por vinte anos, até 20 de fevereiro de 2010, quando o Papa Bento XVI aceitou sua renúncia. Desde então colocou-se à disposição de sua congregação para algumas atividades pastorais. Atualmente reside na Casa Central do Verbo Divino, em La Florida.